# 奥帕瓦西里西亚大学
奥帕瓦西里西亚大学（捷克語：Slezská univerzita v Opavě）由捷克国家委员会于1991年7月9日通过法律第314/199号成立，使其成为捷克共和国最年轻的大学之一。

## 历史
1625年至1626年间，在奥帕瓦建立了一座耶稣会修道院。1627年，华伦斯坦的阿尔布雷希特 (Albrecht) 将毗邻的教堂交给了耶稣会士，后者于1630年建立了一所耶稣会文法学校。1643年，一所耶稣会学院在奥帕瓦成立，17世纪七十年代历史学家博胡斯拉夫·巴尔宾在其中担任重要职务。1773年，耶稣会受到教皇克莱门特十四世欧洲统治者的压力而取消。拉丁耶稣会学院随后成为唯一教授德语的奥帕瓦文法学校的基础。1814年在文法学校建立了一个博物馆，即今天的西里西亚省博物馆，是捷克最古老的博物馆。自1853年以来，该建筑一直为省议会（省政府）服务，现为省档案馆所在地。
第二次世界大战之后，由于俄斯特拉发的工业性质，人们认为这座城市将成为技术高等教育的所在地，而奥帕瓦作为捷克西里西亚传统的政治和文化中心，应当拥有一所人文（哲学、教育学）、法律和医学的高校。然而，1948年2月之后，西里西亚大学可能成立的条件相当有限，因此在奥帕瓦只建立了一所高等师范学校。然而，该机构后来通过指令干预搬迁到俄斯特拉发。教育学院逐渐从中脱颖而出，1991年后成为俄斯特拉发大学的基础。
1968-1969年的政治自由化时期，奥帕瓦西里西亚大学的建立再次受到强烈讨论，但这些努力随着所谓的正常化的开始而停止。
1989年11月17日之后发生根本的社会变革之后，根据教育、青年和体育部的决定，布尔诺的马萨里克大学成为筹备成立西里西亚大学的合法承担者。西里西亚大学在奥帕瓦和卡尔维纳的工商管理学院的教学于1990年10月8日开始。1991年7月9日捷克全国委员会关于在奥帕瓦建立西里西亚大学的法案于1991年9月28日生效。该大学与捷克布杰约维采南波西米亚大学、比尔森的西波西米亚大学、拉贝河畔乌斯季扬·埃万杰利斯塔·普尔基涅大学和俄斯特拉发大学一起，成为捷克共和国新成立的五所大学之一。
1999年，奥帕瓦数学学院从文理学院分离出来后成立。
2008年，其他几个学院从文理学院中分离出来，成立了公共政策学院。
奥帕瓦西里西亚大学自1999年开始参与伊拉斯谟计划。